# Roine Stolt
Roine Stolt (Uppsala, 5 settembre 1956) è un chitarrista e cantante svedese frontman del gruppo rock progressivo The Flower Kings.

## Biografia
Roine Stolt inizia la sua carriera come bassista, suonando in alcuni gruppo rock svedesi. Nel 1973 inizia a suonare la chitarra e nel 1974 diventa il chitarrista dei Kaipa, gruppo rock progressivo con i quali pubblica tre album e tiene molti concerti in Scandinavia. Nel 1979 abbandona il gruppo e forma una sua band, alla quale dà il nome Fantasia, che pubblica due album; si sciolgono nel 1983, dopo una svolta commerciale impressa alla loro musica.
Da questo momento inizia un periodo durante il quale lavora come solista. Nel 1985 pubblica l'album Behind the Walls, nel quale debutta come cantante; il lavoro ha una connotazione pop e si distacca decisamente dal resto della sua discografia. Alla fine degli anni ottanta fonda una sua etichetta, la Foxtrot Music, e viene coinvolto in molti progetti, concerti e sessioni di registrazione con altri artisti, spaziando nei più disparati generi musicali. Nel 1989 pubblica il suo secondo album solista, The Lonely Heartbeat, che lui stesso definisce come un mix di pop e rock. Nel 1994, in pieno periodo di ritorno al rock progressivo, pubblica il suo terzo album solista, The Flower King, con il quale dice di voler ripristinare, musicalmente e liricalmente, i vecchi ideali hippie. L'album avrà un buon riscontro, tanto che da quella esperienza fonda un nuovo gruppo, The Flower Kings, che diventerà una delle band portabandiera del rock progressivo europeo.
Nel frattempo riforma i Kaipa, mentre parallelamente prosegue la sua carriera solista con gli album Hydrophonia (1998) e Wallstreet Voodoo (2005) e partecipa anche ai due supergruppi Transatlantic e Tangent.

## Discografia

### Da solista
- 1979 – Fantasia
- 1985 – Behind the Walls
- 1989 – The Lonely Heartbeat
- 1994 – The Flower King
- 1998 – Hydrophonia
- 2005 – Wallstreet Voodoo
- 2016 – Invention of Knowledge (con Jon Anderson)
- 2018 – Manifesto of an Alchemist

### Con i Kaipa
- 1975 – Kaipa
- 1976 – Inget Nytt Under Solen
- 1978 – Solo
- 1980 – Händer
- 1982 – Nattdjurstid
- 1993 – Stockholm Symphonie
- 2002 – Notes from the Past
- 2003 – Keyholder
- 2005 – Mindrevolutions

### Con i Fantasia
- 1982 – Fantasia

### Con i The Flower Kings
- 1995 – Back in the World of Adventures
- 1996 – Retropolis
- 1997 – Stardust We Are
- 1998 – Scanning the Greenhouse (Raccolta)
- 1999 – Flower Power
- 2000 – Alive on Planet Earth (Live)
- 2000 – Space Revolver
- 2001 – The Rainmaker
- 2002 – Unfold the Future
- 2003 – Meet the Flower Kings (Live)
- 2004 – Adam & Eve
- 2006 – Paradox Hotel
- 2006 – Instant Delivery (Live)
- 2007 – The Road Back Home (Raccolta)
- 2007 – The Sum of No Evil
- 2011 – Tour Kaputt (Live)
- 2012 – Banks of Eden
- 2013 – Desolation Rose
- 2019 – Waiting for Miracles
- 2020 – Islands

### Con i Transatlantic
- 2000 – SMPT:e
- 2001 – Live in America (Live)
- 2001 – Bridge Across Forever
- 2003 – Live in Europe (Live)
- 2009 – The Whirlwind
- 2010 – Whirld Tour 2010 - Live from Shepherd's Bush Empire, London (Live)
- 2011 – More Never Is Enough - Live @ Manchester and Tilburg 2010 (Live)
- 2014 – Kaleidoscope
- 2014 – Kaliveoscope (Live)
- 2021 – The Absolute Universe

### Con i The Tangent
- 2003 – The Music That Died Alone
- 2004 – The World That We Drive Through
- 2005 – Pyramids and Stars (Live)

## Videografia

### Con i The Flower Kings
- 2003 – Meet the Flower Kings
- 2006 – Instant Delivery

### Con i Transatlantic
- 2001 – Live in America
- 2002 – Building the Bridge - The Making of Bridge Across Forever
- 2003 – Live in Europe
- 2010 – Whirld Tour 2010 - Live from Shepherd's Bush Empire, London
- 2011 – More Never Is Enough - Live @ Manchester and Tilburg 2010
- 2014 – Kaliveoscope